# 少鰭深巨口魚
少鰭深巨口魚（学名：Bathophilus pawneei）为輻鰭魚綱巨口鱼目巨口鱼科的其中一種。分布于全球三大洋海域，為深海魚類，棲息深度100-2000公尺，體長可達12.2公分。

## 扩展阅读
維基物種上的相關：少鰭深巨口魚